# Shuswap
Pour les articles homonymes, voir Shuswap (homonymie).
Le shuswap (autonyme, secwepemctsín [səxwəpməxcín]) est une langue amérindienne de la famille des langues salish parlée au Canada, dans le Sud de la Colombie-Britannique, dans un grand nombre de réserves indiennes.

## Variétés
Le shuswap se divise en deux principaux dialectes, le dialecte occidental et le dialecte oriental. Leur ligne de séparation se situe entre les réserves de Kamloops et de Chase.

## Écriture
Le shuswap est écrit avec l’écriture latine. Kuipers utilise son propre alphabet shuswap dans plusieurs de ses ouvrages et le Shuswa Language Departement utilise un autre alphabet.
| a | c | cw | e  | g | gw | g̓w | h | i | k | kw | k̓  | k̓w | l | l̓ | ll | m | m̓  | n | n̓ | o |
| p | p̓ | q  | qw | q̓ | q̓w | r  | r̓ | s | t | ts | ts̓ | t̓  | u | w | w̓  | x | xw | y | y̓ | 7 |